# TIR

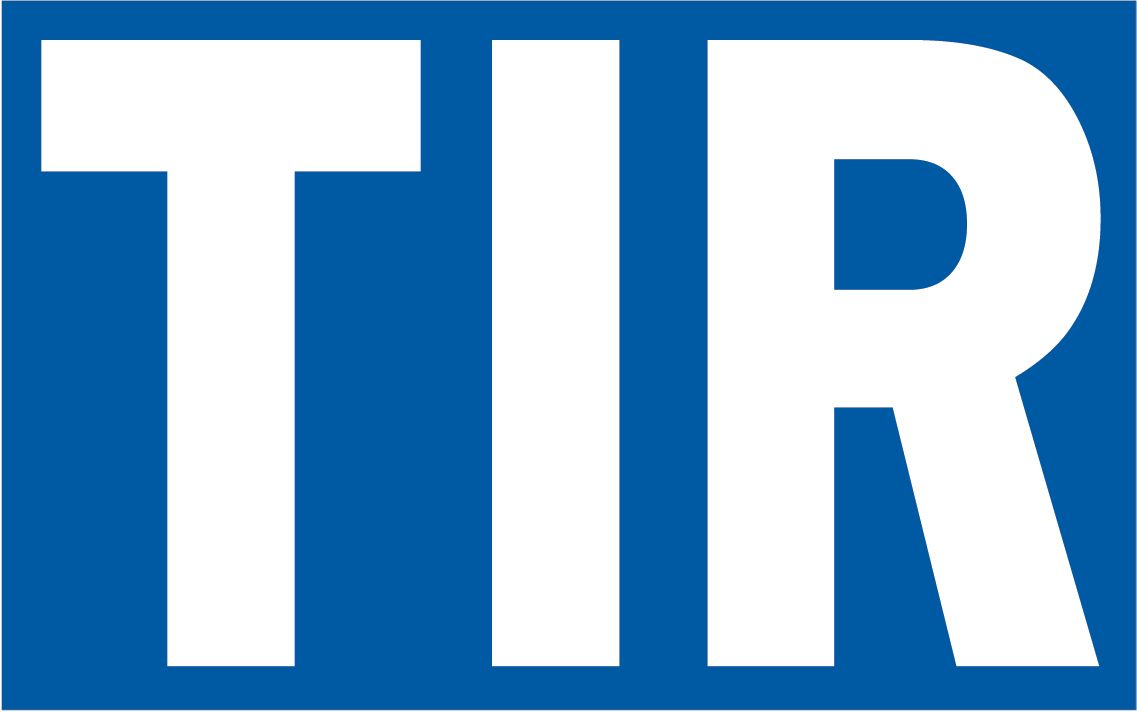
Symbol TIR

TIR (zkratka pro franc. Transports Internationaux Routiers, česky Mezinárodní silniční doprava) je dohoda z roku 1949, na jejím základě byl v řadě evropských a asijských zemí zaveden systém zajištění, který měl pokrývat případná cla a jiné poplatky ze zboží přepravovaného v Evropě a v rámci mezinárodního obchodu. S ohledem na úspěch Dohody TIR z roku 1949 vznikla v roce 1959 Celní úmluva o mezinárodní přepravě zboží na podkladě karnetu TIR (Úmluva TIR). V roce 1975 došlo k zrevidování Úmluvy TIR a v současnosti má 64 smluvních stran.
Celní doklad, který v systému TIR nahrazuje celní jistinu do výše 50 000 USD, se jmenuje Karnet TIR.
Tranzitní systém TIR je založen na pěti základních pilířích:
- zboží je přepravováno v celně bezpečných vozidlech nebo kontejnerech;
- ohrožená cla a daně jsou po dobu přepravy zajištěna mezinárodně platnou zárukou;
- zboží je doprovázeno mezinárodně uznávaným karnetem, který vstupuje v platnost v zemi odeslání a který slouží jako kontrolní doklad v zemi odeslání, tranzitu a určení;
- kontrolní opatření celních úřadů, uskutečněná v zemi odeslání, jsou uznávaná v tranzitních zemí i zemi určení.
- kontrolovaný přístup dopravců i vydávajících a záručních sdružení do systému TIR

## Smluvní země systému TIR
Koordinátorem systému TIR je Mezinárodní unie silničních dopravců – IRU. V členských zemích ve kterých je možné provádět operace TIR jsou založena národní záruční sdružení systému. Záručním sdružením v Česku je Sdružení automobilových dopravců ČESMAD BOHEMIA.
Jednotlivá Sdružení prostřednictvím IRU předávají informace o vydaných karnetech TIR celním orgánům. Ty tak mohou kontrolovat platnost a pravost dokladu (doklad je nepřenosný).
Tato opatření eliminují podvody zneužívající tranzitní systém TIR obdobně, jak tomu docházelo počátkem 90. let (komodity kakao a sušené mléko).

### Země kde je možné provádět operace TIR
Země / Záruční sdružení
1. Albánie ANALTIR
2. Arménie AIRCA
3. Ázerbájdžán ABADA
4. Belgie FEBETRA
5. Bělorusko BAMAP
6. Bosna a Hercegovina AIRH
7. Bulharsko AEBTRI
8. Černá Hora PKCG
9. Česko ČESMAD BOHEMIA
10. Dánsko DTL
11. Estonsko ERAA
12. Evropské hospodářské společenství –
13. Finsko SKAL
14. Francie AFTRI
15. Gruzie GIRCA
16. Chorvatsko TRANSPORTKOMERC
17. Írán ICCIM
18. Irsko IRHA
19. Itálie UICCIAA
20. Izrael IRTB
21. Jordánsko RACJ
22. Kypr TDA
23. Kazachstán KAZATO
24. Kuvajt KATC
25. Kyrgyzstán AIRTO-KR
26. Libanon CCIAB
27. Lichtenštejnsko ASTAG/Švýcarsko
28. Litva LINAVA
29. Lotyšsko LATVIJAS AUTO
30. Lucembursko FEBETRA/Belgie
31. Maďarsko MKFE
32. Malta ATTO
33. Maroko AMTRI
34. Moldávie AITA
35. Mongolsko NATRAM
36. Nizozemí TLN
37. Norsko NLF
38. Polsko ZMPD
39. Portugalsko ANTRAM
40. Rakousko AISÖ
41. Rumunsko UNTRR, ARTRI
42. Rusko ASMAP
43. Řecko OFAE
44. Severní Makedonie AMERIT
45. Slovensko ČESMAD SLOVAKIA
46. Slovinsko GIZ INTERTRANSPORT
47. Německo BGL, AIST
48. Srbsko a Černá Hora CCIS-ATT
49. Sýrie SNC ICC
50. Španělsko ASTIC
51. Švédsko SA
52. Švýcarsko ASTAG
53. Tádžikistán ABBAT
54. Tunisko CCIT
55. Turecko TOBB
56. Turkmenistán THADA
57. Ukrajina AIRCU
58. Uzbekistán AIRCUZ
59. Spojené království FTA, RHA

### Země kde není možné provádět operace TIR
1. Afghánistán
2. Alžírsko
3. Chile
4. Indonésie
5. Kanada
6. Korea
7. Libérie
8. Spojené arabské emiráty
9. Spojené státy americké
10. Uruguay

### Vypovězení TIR v Ruské federaci
Ruská celní správa dne 4. července 2013 bez jakéhokoliv předchozího varování a za použití nepravdivých[ujasnit] argumentů oznámila ukončení systému TIR v Ruské federaci.
Kroky schválené na zasedání IRU 7 – 8. 11. 2013:
- Prezident IRU napíše generálnímu tajemníkovi OSN p. Ban Ki Moonovi, předsedovi Evropské komise p. Barrosovi a prezidentovi Evropského parlamentu p. Schulzovi, kde bude zdůrazněno pokračující nedodržování mezinárodní a národní legislativy ruskou celní správou,
- Členská sdružení napíší svým nejvyšším orgánům žádost o intervenci u prezidenta Putina, kde budou použity stejné argumenty jak v dopise IRU.
- Sekretariát IRU připraví praktický seznam dokumentů a důkazů, které musí mít držitelé karnetů TIR, aby mohli podniknout právní kroky za ztráty způsobné pokračující nelegální činností ruských celních orgánů.

V návaznosti na prodloužení záruční smlouvy ruskému sdružení ASMAP Federální celní službou do 1. 7. 2014 se sice podařilo oddálit kolaps systému TIR v Rusku, nicméně dodatečná opatření Federální celní služby zůstávají nadále v platnosti. Federální celní služba tak nesplnila dohodu s vicepremiérem Šuvalovem z 26. 11. 2013, kde bylo dohodnuto zajištění řádného fungování systému TIR v Rusku.